# District 9
District 9 ist ein Science-Fiction-Film mit Elementen des Body-Horror-Genres des südafrikanischen Regisseurs Neill Blomkamp aus dem Jahr 2009. Die Handlung spielt in der südafrikanischen Provinzhauptstadt  Johannesburg.
Die Erstaufführung in Deutschland fand am 22. August 2009 im Rahmen des Fantasy Filmfests statt, der deutsche Kinostart war am 10. September 2009.
Eine Fortsetzung (District 10) wurde im Februar 2021 angekündigt.

## Handlung
Im Jahr 1982 erreicht ein riesiges außerirdisches Raumschiff die Erde und schwebt über Johannesburg in Südafrika. Angeblich hat sich ein Kommandomodul vom Schiff gelöst und ist auf die Erde gefallen, ohne jemals von Menschen gefunden worden zu sein, ansonsten geschieht vorerst nichts. Nach dreimonatigem ereignislosem Warten entschließen sich die Menschen, einen Weg in das Raumschiff zu schneiden. Dort finden sie über eine Million insektoide Außerirdische in einem gesundheitlich sehr schlechten Zustand vor. Ein Kommandant des Schiffes wird nicht gefunden. Die extraterrestrischen Wesen werden in einem behelfsmäßigen Flüchtlingslager untergebracht, das den Namen District 9 trägt und sich rasch zu einem Slum entwickelt.
Im ersten Jahrzehnt des 21. Jahrhunderts ist die Multinational United (MNU), ein privates Sicherheits- und Militärunternehmen, verantwortlich für die Überwachung der mittlerweile 1,8 Millionen Insektoiden. Wie sich herausstellt, ist die MNU jedoch weniger am Wohl ihrer Schützlinge als an deren Waffentechnologie interessiert, mit der sie immense Profite erzielen will. Doch die MNU scheitert, denn um die außerirdischen Waffen zu aktivieren, benötigen sie außerirdische DNA.
Im Rahmen einer geplanten Umsiedlung der Aliens nach District 10, einem Camp etwa 200 Kilometer nordwestlich von Johannesburg, hat der MNU-Mitarbeiter Wikus van de Merwe Kontakt mit einer außerirdischen Flüssigkeit. Auf einer Überraschungsfeier aufgrund seiner Beförderung zum Zuständigen der Umsiedlungsaktion bricht er zusammen und wird in ein Krankenhaus eingeliefert. Dort stellt sich heraus, dass die Flüssigkeit seine DNA verändert. So mutiert sein linker Arm zu dem eines Aliens und auch seine anderen menschlichen Körperteile und -funktionen werden den Außerirdischen immer ähnlicher. Im Krankenhaus wird Wikus kurze Zeit später von der MNU überwältigt und in ein unterirdisches Labor transportiert, in dem Experimente an den Außerirdischen vorgenommen werden. Die MNU stellt fest, dass Wikus fähig ist, die außerirdischen Waffen zu aktivieren, und missbraucht auch ihn für Experimente. Kurz bevor er von den Wissenschaftlern der Firma viviseziert werden soll, gelingt Wikus jedoch die Flucht, woraufhin er aufgrund seines immensen Wertes zum meistgesuchten Mann der Welt wird. Die MNU hetzt die Bevölkerung durch gefälschte Propagandainformationen im Fernsehen und gezielte Fehlinformation seiner Familie und Freunde gegen Wikus auf. Nun gibt es für ihn nur einen Ort, um sich zu verstecken: District 9.
Dort trifft er wieder auf den Alien Christopher. Der sammelt auf Schrottplätzen eine mutagene Flüssigkeit, die in technischen Gerätschaften der Außerirdischen zu finden ist. Christopher und sein Sohn leben in einer Hütte, unter der ein Flugmodul mit dem Kommandomodul versteckt ist; die Flüssigkeit dient ihm als Treibstoff. Christopher verspricht Wikus, dessen genetische Veränderungen rückgängig zu machen, wenn dieser ihm hilft, die durch Wikus zuvor konfiszierte Flüssigkeit von der MNU zurückzubekommen. Wikus gelingt es, einer kriminellen Bande von Nigerianern außerirdische Waffen zu entwenden. Mit Hilfe dieser überlegenen Technik brechen er und Christopher erfolgreich in das MNU-Labor ein und entwenden die Flüssigkeit. Dort wird Christopher zum ersten Mal damit konfrontiert, dass die Menschen in unterirdischen Laboren medizinische Experimente an den Aliens vornehmen, was ihn zutiefst schockiert.
Bei ihrer Rückkehr in den District 9 kommt es dann zum Endkampf mit den Sicherheitskräften der MNU und den Nigerianern. Wikus und Christopher werden von den MNU-Sicherheitskräften festgenommen. Wikus wird von den Nigerianern befreit und zu deren Bandenführer gebracht, welcher Wikus’ Arm essen möchte, um dessen Kräfte zu erlangen. Christophers Sohn schafft es, über das Mutterschiff einen außerirdischen Kampfanzug, der im Inneren des Hauptquartiers steht, zu aktivieren. Mit Hilfe dieses außerirdischen Kampfanzuges versucht Wikus, die MNU-Truppen und die nigerianischen Bandenmitglieder allein hinzuhalten, um Christopher und dessen Sohn die Flucht in das Mutterschiff zu ermöglichen. Der Plan gelingt, und die beiden treten samt Mutterschiff die Rückreise zu ihrem Heimatplaneten an. Christopher hat Wikus bei ihrem Abschied versprochen, in drei Jahren zurückzukehren, um ihn von seiner Mutation zu heilen.
Die Spekulationen der Sicherheitskräfte, was Christopher bei einer etwaigen Rückkehr auf die Erde wirklich tun würde, gehen auseinander. Es wird gemutmaßt, er könnte einen Plan zur Rettung seines Volkes aufstellen oder aber auch der Menschheit den Krieg erklären. Der neue District 10 bietet nun 2,5 Millionen Außerirdischen eine Heimat und wächst ständig weiter. Die letzte Einstellung des Filmes zeigt Wikus, der inzwischen völlig zum Alien mutiert ist. Er bastelt aus Schrott Blumen und legt diese heimlich vor die Tür seiner Frau.

## Kritik
Björn Becher von Filmstarts schrieb „Was 2008 ‚Cloverfield‘ war, ist in diesem Jahr ‚District 9‘. Der einzige große Name ist bei den Produzenten zu finden und alle Versatzstücke sind längst bekannt. Doch Regisseur Neill Blomkamp überzeugt mit einem individuellen Zugriff auf seine Themen, die er mit politischem Zündstoff unterfüttert. Dazu sieht sein Film schlicht gut aus und ist hochspannend. Leider ist Blomkamp im Finale der Versuchung erlegen, die Action-Spirale immer weiter zu drehen und hat es damit etwas übertrieben. Weniger wäre hier mal wieder mehr gewesen. Aber auch so ist ‚District 9‘ eine der großen Überraschungen des Jahres, für die ein Kinobesuch unbedingt eingeplant werden sollte.“
„In Form eines Mockumentarys“, urteilte das Lexikon des internationalen Films, „skizziert das grimmige Science-Fiction-Drama eine degenerierte Gesellschaft und verbindet seine dystopische Botschaft auf fesselnde Weise mit einem eindrücklichen, auf Realismus abzielenden ‚Look‘“.
Nach dem Urteil von Cinema ist „District 9“ ein „grandioser Mix aus Spezialeffekt-Kino und ironisch gebrochenem Apartheid-Gleichnis. Die Geburtsstunde eines Genre-Klassikers!“ „Gedreht im ‚Cloverfield‘-Augenzeugenstil und gespickt mit superben Computertricks wirkt [das] bizarre Flüchtlingsszenario in ‚District 9‘ völlig realistisch – sogar beim alienwaffenstarrenden Actionfinale.“ Auch der Schriftsteller Stephen King zieht im Vorwort zu seinem Sachbuch Danse Macabre in der Ausgabe von 2010 Parallelen zu Cloverfield sowie weiteren „Pseudo-Dokus“ wie Quarantäne und dessen Vorgänger [●REC] sowie Diary of the Dead, die vom Blair Witch Project beeinflusst wurden; diese benennt er als „ziemlich gut“, stellt ihnen jedoch District 9 als „perfektioniertes Genie“ gegenüber mit „einer Realitätsnähe, die man in dem alten Monster-aus-dem All-Genre nur selten sieht.“ Der Film sei durch die Nutzung und Vermischung verschiedener Medien näher an Orson Welles Radioversion von Krieg der Welten als an einem unterhaltsamen aber letztlich austauschbaren Big-Budget-Streifen wie Independance Day.
Cicero urteilte: „Derartig aufregendes, überraschendes Kino gelingt nicht so oft. Eines, in dem Verfolgungsjagden gerade knapp genug, die Wendungen verblüffend, die Tode gerecht, die Allianzen unwahrscheinlich, die Schusswechsel zutiefst befriedigend und scheußliche Schaben wirklich rührend sind. Ein cineastischer Triumph bis zum allerletzten, merkwürdigen und traurigen Bild.“
Die Berliner Morgenpost kritisierte die wenig konsequent durchgehaltene Erzählperspektive: „Interviewschnipsel und Handkamera-Bilder suggerieren Authentizität. Allerdings hält Blomkamp den pseudodokumentarischen Schein nur so lange aufrecht, wie er ihm entgegenkommt. Später wechselt er – immer auf den größten Effekt bedacht – ständig zwischen Van De Merwes Perspektive und einer Erzählerposition hin und her. […] Zwischen Analyse und Affirmation liegt im Genrekino ein schmaler Grat, und von dem rutscht Neill Blomkamp mehr als einmal ab.“
Das Schweizer Blog Filmsprung kritisiert außerdem den trotz hohen Anspruchs mangelhaften Realismus sowie die Effekthascherei: „Doch Blomkamp benützt den dokumentarischen Ansatz sowieso hauptsächlich dazu, die Kamera mehrmals hinter einer Person zu platzieren, die kurz darauf durch einen Schuss zerstückelt wird und deren durch die Gegend fliegenden Körperteile die Kameralinse verschmieren. Das ist ein oder zwei Mal noch amüsant, mit der Zeit aber nur noch öde.“

## Auszeichnungen
District 9 wurde 2010 für vier Oscars nominiert, darunter als Bester Film. Weitere Nominierungen erhielt der Film für Bestes adaptiertes Drehbuch, Bester Schnitt und Beste visuelle Effekte.
Zuvor hatte er im selben Jahr eine Golden-Globe-Nominierung in der Kategorie Bestes Drehbuch erhalten.

## Hintergrund
District 9 basiert auf dem Kurzfilm Alive in Joburg aus dem Jahr 2005 von Spy Films, bei dem Neill Blomkamp, Sharlto Copley, Simon Hansen und Shanon Worley die Regie führten.
Blomkamp gab an, hinsichtlich der gesellschaftlichen Situation der Außerirdischen im Film sei er unter anderem durch die ausländerfeindlichen Unruhen in Südafrika im Jahr 2008 inspiriert worden. Damals waren Bewohner der Armenviertel gegen noch schlechter gestellte illegale Immigranten vorgegangen.
Peter Jackson gab bekannt, dass District 9 nicht realisiert worden wäre, wenn er nicht vorher als Produzent von der Science-Fiction-Egoshooter-Verfilmung Halo abgesprungen wäre.
Die Produktionskosten beliefen sich auf ungefähr 30 Mio. US-Dollar. Dem gegenüber steht ein weltweites Einspielergebnis von mehr als 204 Mio. US-Dollar bis Februar 2010, davon etwas mehr als 115 Mio. alleine in den USA.
Der Titel und die Handlung sind angelehnt an Ereignisse, die in District Six, einem Wohnbezirk in Kapstadt, zu Zeiten der Apartheid stattfanden. Bezeichnend dafür ist unter anderem auch, dass die MNU den Truppentransporter Casspir verwendet, ein gepanzertes Fahrzeug, das während der Apartheid in den Townships häufig als Fortbewegungsmittel genutzt wurde.